# Morelia
Moreliaⓘ – miasto w południowym Meksyku, położone u podnóży Kordyliery Wulkanicznej, na wysokości 1941 metrów, stolica stanu Michoacán. Około 608,1 tys. mieszkańców. Ośrodek regionu rolniczego (kukurydza, fasola, drzewa owocowe, trzcina cukrowa, bydło). Przemysł spożywczy, włókienniczy, drzewny, skórzany. Port lotniczy. Uniwersytet od 1917, teatr Teatro Ocampo de Morelia. Ośrodek turystyczny.
Zabytki z XVI-XVIII w. (katedra, kościoły, klasztory, akwedukt). Miasto zostało ufundowane przez Antonio de Mendoza 18 maja 1541 roku i początkowo nosiło nazwę Nowe Miasto w Michoacan (hiszp:Nueva Ciudad de Michoacán). W 1578 r. zmieniło nazwę na Valladolid, a w 1828 miasto zostało przemianowane z Valladolid na Morelia na cześć José Maríi Morelosa y Pavon, jednego z przywódców meksykańskiego ruchu niepodległościowego (jego pomnik znajduje się na Plaza Morelos). W 1991 historyczne centrum Morelii zostało wpisane na listę światowego dziedzictwa UNESCO.

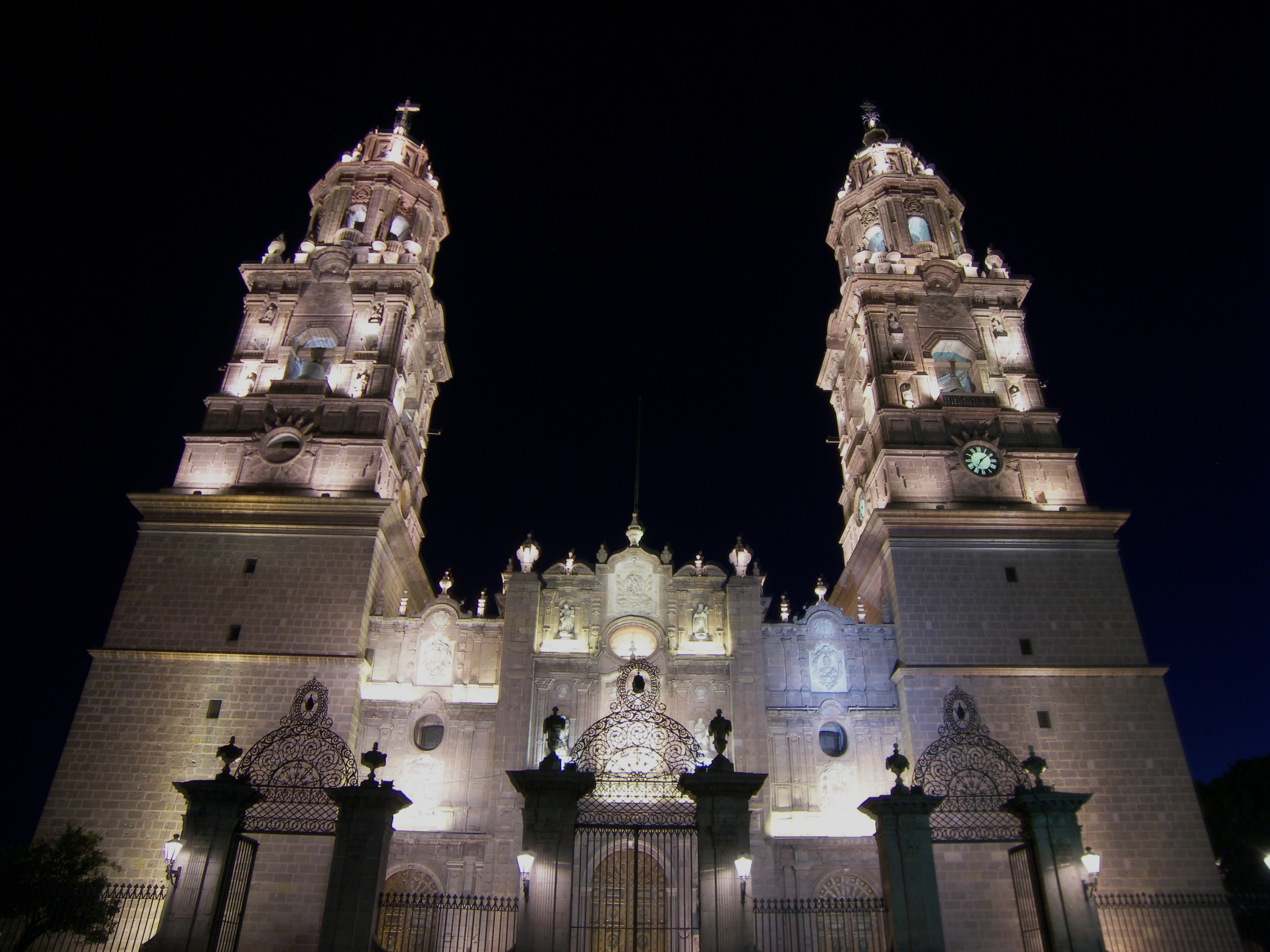
Morelia, Katedra

## Miasta partnerskie
- Valladolid, Hiszpania
- Yakima, Stany Zjednoczone
- Fullerton, Stany Zjednoczone
- Kansas City, Stany Zjednoczone
- Córdoba, Argentyna